# Bugatti Vision Gran Turismo
La Bugatti Vision Gran Turismo est un concept car créé par Bugatti pour le jeu vidéo Gran Turismo Sport et présenté au salon de l'automobile de Francfort en 2015. Elle s'inspire de la Bugatti Type 57 Tank et hérite du moteur W16 de la Bugatti Veyron. Elle préfigure la descendante de la Veyron, la Chiron.

## Caractéristiques

### Design extérieur

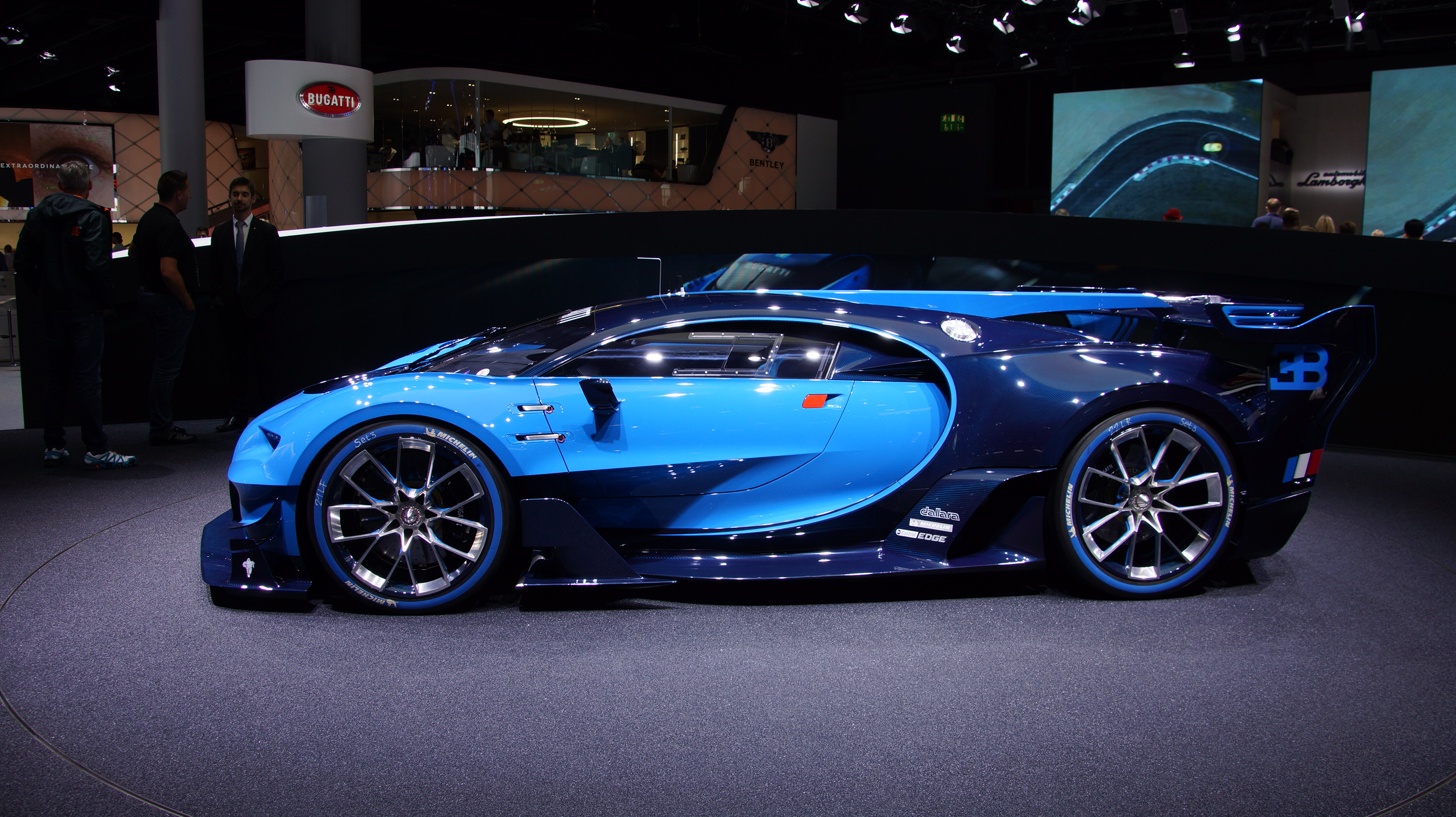
La Vision Gran Turismo de profil.

Son design reprend des éléments caractéristiques de la marque comme le profil, la calandre en forme de fer à cheval, ainsi que l'aileron central qui rappelle la Type 57 Atlantic de 1936. Sa couleur bleue bi-tons fait référence à la Bugatti Type 57 G Tank, vainqueur aux 24 heures du Mans 1937. Son apparence reste familière à la Chiron, mais est bien plus agressive grâce à des appendices aérodynamiques supplémentaires. Son aileron arrière est ainsi très imposant, tout comme la lame de spoiler avant. Le moteur est visible au niveau du capot arrière, et quatre volumineuses sorties d'échappement sont présentes.
Achim Anscheidt, le Directeur du service Design de Bugatti a déclaré à propos de son design : « Comme le veut la nature du projet, notre concept pour Vision Gran Turismo est exagéré, axé à l'extrême sur la performance. »

### Habitacle
L'intérieur est garni de carbone et d'alcantara. Il comprend un volant de type Formule 1, lequel contient des informations sur le véhicule, et sur la console centrale sont présents des boutons poussoir et un écran tactile, où on peut voir notamment le tracé du Circuit Bugatti. La sellerie est réalisée en cuir et en daim. Trois caméras, dont les images sont retransmises sur la colonne de direction, sont disposées autour du véhicule, afin de permettre une meilleure visibilité par le conducteur.

## Motorisation et performances
Cette voiture de course virtuelle a été développée en collaboration avec les ingénieurs de chez Bugatti, et est basée sur des technologies de course modernes et des analyses aérodynamiques. Pour atteindre ses objectifs de performance, la Bugatti Vision Gran Turismo est propulsée par un moteur W16, qui délivre une puissance de 1 673 ch et 1 580 N m aux quatre roues. Les ingénieurs de chez Bugatti ont déterminé que la Bugatti Vision Gran Turismo peut dépasser les 400 km/h sur quatre sections du circuit virtuel du Mans, et atteindre une vitesse maximale de 447,59 km/h.

## Controverse
Bien que le concept car de Bugatti soit un des rares à réellement avoir été construit parmi tous les concepts vision GT de Gran Turismo 6, il n'a jamais été implémenté dans le jeu autrement que par quelques photos, une vidéo et une description textuelle. Après quelques mises à jour, le concept-car n'étant toujours pas réellement implémenté dans le jeu, le contenu (limité) le concernant a été retiré du jeu. Il est cependant annoncé comme voiture faisant partie de Gran Turismo Sport, le dernier jeu vidéo en date de la saga, sur PlayStation 4 et disponible avec le PlayStation VR.
La Bugatti Vision est également disponible (et conduisible) dans la simulation Assetto corsa ou BeamNG.drive sous forme de « mod ».